# Klaus D. Hildemann
Klaus D. Hildemann (* 1942 in Kappeln an der Schlei) ist ein deutscher evangelischer Theologe und Diakoniewissenschaftler.
Nach seinem  1962 erfolgten Abitur in seiner Heimatstadt Kappeln studierte Hildemann evangelische Theologie an den Universitäten zu Kiel und Basel. Seine Ordination erfolgte im Jahre 1969 in Schleswig. Neben seinem ersten Pfarramt in Munkbrarup bei Flensburg, das er bis 1973 innehatte, studierte er Erziehungswissenschaften, Philosophie, Soziologie und Psychologie und wurde 1976 an der Philosophischen Fakultät der Christian-Albrechts-Universität zu Kiel promoviert. Die Ev.-Luth-Landeskirche Schleswig-Holsteins unterstützte das Studium zur Promotion mit einer Beurlaubung und einem Stipendium von 1973 bis 1976.
Nach einer weiterführenden, praxisorientierten Qualifikation in einer psychiatrisch-psychosomatischen Klinik übernahm Hildemann 1977 die Leitung der Fachschule für Heilerzieher an den Alsterdorfer Anstalten in Hamburg. Am 20. September 1981 wurde er in sein Amt als Leitender Direktor in die Theodor Fliedner Stiftung in Mülheim an der Ruhr eingeführt, wo er bis April 2011 tätig war. Nach der deutschen Wiedervereinigung baute er auch in Sachsen und Brandenburg die Theodor Fliedner Werke auf. Seine akademische Laufbahn begann 1982 mit Lehraufträgen an der Ruhr-Universität Bochum und an der Rheinischen Friedrich-Wilhelms-Universität Bonn.
Im Wintersemester 1996 wurde er von der Evangelisch-Theologischen Fakultät der Universität Bonn zum Honorarprofessor für Praktische Theologie und Diakoniewissenschaft ernannt. Dort baute er das Institut für interdisziplinäre und angewandte Diakoniewissenschaft auf, das 2001 einen Masterstudiengang „Sozialmanagement“ ins Leben rief. Hildemann leitet als Direktor das Institut.
Hildemanns Veröffentlichungen beschäftigen sich schwerpunktmäßig mit der Freien Wohlfahrtspflege, der Zukunft des Sozialstaates und dem Management sozialer Unternehmen. Für seine Verdienste im Bereich der Kybernese und sein diakoniewissenschaftliches Engagement wurde er 2004 mit dem dotierten Johann-Hinrich-Wichern-Preis ausgezeichnet. 2010 erhielt  er für die Konzeption und den Aufbau eines integrativen Dorfes für Menschen mit und ohne Behinderungen das Ehrenwappen der Gemeinde Hohndorf/Sachsen.
Hildemann ist seit 1965 verheiratet mit der Lehrerin Anna-Margarete Hildemann, geb. Esenwein. Sie haben eine Tochter, die Juristin Aenne-Christin Hildemann-Groß.

## Veröffentlichungen (Auszug)
- Bedingungen des Lernens alter Menschen in Statusübergängen, Phil. Dissertation, Kiel 1976
- Das Dorf der Alten und Jungen. Eine Lebensgemeinschaft für behinderte und nichtbehinderte, alte und junge Menschen. In: Impulse, Heft 4, 11, 1989, Seiten 20–21
- Diakonie im Wandel, Strukturelle, psychohygienische und seelsorgerliche Probleme und Aufgaben in einer sich wandelnden Diakonie. In: Pastoral-Theologie, 85. Jahrgang, 1996, Ausgabe 9, Seiten 379–390*Abschied vom Versorgungsstaat? / Erneuerung sozialer Verantwortung zwischen Individualisierung, Markt und bürgerschaftlichem Engagement, Mülheim an der Ruhr, 2000, ISBN 3-9807062-0-6
- Die Zukunft des Sozialen. Solidarität im Wettbewerb, Evangelische Verlagsanstalt Leipzig, 2001, ISBN 3-374-01862-9
- Religion, Kirche, Islam. Eine soziale und diakonische Herausforderung, Evangelische Verlagsanstalt Leipzig, 2003, ISBN 3-374-02045-3
- Die freie Wohlfahrtspflege. Ihre Entwicklung zwischen Auftrag und Markt. Evangelische Verlagsanstalt Leipzig, 2004, ISBN 978-3-374-02219-9
- Persönlichkeit und Führungsverantwortung, Evangelische Verlagsanstalt Leipzig, 2010, ISBN 978-3-374-02693-7; Papst Science Publishers, 2010, ISBN 978-3-89967-604-4
- Nächstenliebe und Organisation.Veröffentlichung der Wissenschaftlichen Gesellschaft für Theologie, Ev. Verlagsanstalt Leipzig, 2012, Band 37, ISBN 978-3-374-03108-5